# Deutsche Nationaltheater und Staatskapelle Weimar
La Deutsche Nationaltheater und Staatskapelle Weimar (DNT) è un'organizzazione teatrale e musicale tedesca con sede a Weimar. È un'istituzione duplice, costituita dal teatro Deutsches Nationaltheater (Teatro nazionale tedesco), ora esclusivamente con sede a Weimar, e dall'orchestra sinfonica nota come Staatskapelle Weimar. Ha un totale di sei palcoscenici in tutta la città e ospita anche orchestre in tournée e compagnie teatrali, oltre a fare apparizioni sui mezzi di comunicazione.

## Locali
1. Sede grande (Großes Haus), palcoscenico principale tradizionale su Theaterplatz (musica e teatro);
2. Ingresso e Palco Studio (Studiobühne), all'interno della sede principale su Theaterplatz (musica e teatro; cabaret);
3. E-Werk Weimar, un ex sito industriale con due sedi, Maschinensaal e Kesselsaal (musica e teatro);
4. Congresscentrum neue weimarhalle (concerti della Staatskapelle di Weimar).

## LaStaatskapelledi Weimar

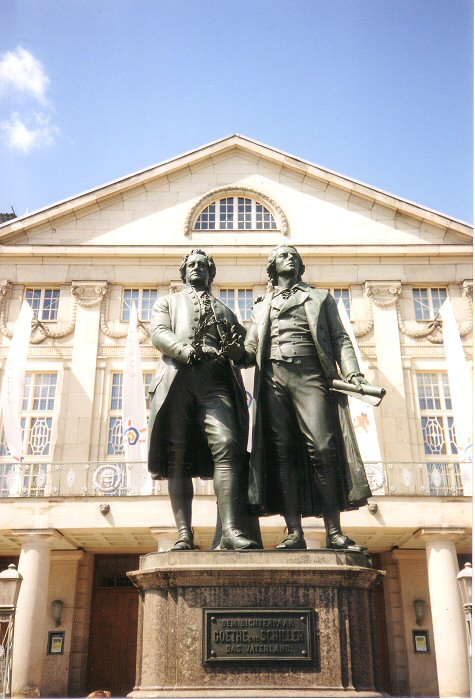
Il Teatro nazionale e il monumento a Goethe e Schiller (1996)

### Storia
Il gruppo precursore della Staatskapelle Weimar risale al 1482, con la formazione di un ensemble musicale al servizio del Weimar Fürsten (Principi). Nel 1602 il gruppo ottenne lo status di residente presso la corte di Weimar, come l'Herzoglichen Hofkapelle (Gruppo della Corte Ducale). Tra i musicisti di rilievo nella storia antica della Staatskapelle di Weimar vi erano stati Johann Schein (1615-1616) e Johann Sebastian Bach (1705, 1708-1717), che andarono poi alla Chiesa di San Tommaso, Lipsia. Bach lavorò in particolare come organista residente e Kapellmeister.
Johann Nepomuk Hummel è stato il Kapellmeister (maestro di cappella) della formazione dal 1819 al 1837, per la nomina da parte della Gran Duchessa Maria Pavlovna. Franz Liszt iniziò il suo incarico come maestro di cappella nel 1842 e sostenne la musica di Richard Wagner, Hector Berlioz, Peter Cornelius. Attraverso questo e le sue attività didattiche, Liszt rafforzò il prestigio di Weimar come centro musicale, dirigendo in particolare le anteprime mondiali del Lohengrin di Wagner nel 1850 e Der Barbier von Bagdad di Cornelius nel 1858.
Dopo che Liszt se ne andò nel 1858, gli succedette Eduard Lassen che rimase come direttore fino al suo ritiro nel 1895. Lassen diresse diverse anteprime mondiali durante il suo incarico, inclusa la prima esecuzione di Samson et Dalila di Camille Saint-Saëns nel 1877. Richard Strauss fungeva da secondo Kapellmeister sotto Lassen dal 1889 al 1894 e diresse le anteprime del suo stesso Guntram e di Hänsel e Gretel di Engelbert Humperdinck.
Peter Raabe divenne Kapellmeister nel 1907. Con la fine della prima guerra mondiale e lo smantellamento dell'Impero tedesco, l'ensemble fu ribattezzato Weimar Staatskapelle. Ernst Praetorius diresse i concerti e la programmazione operistica dal 1924 al 1933. Poiché sua moglie era ebrea, Praetorius lasciò la carica dopo che i nazionalsocialisti salirono al potere in Germania nel 1933. Paul Sixt diresse le attività lì durante il regime nazista.
Dopo la seconda guerra mondiale e la fine del regime nazista, Hermann Abendroth divenne Generalmusikdirektor (GMD) e direttore principale dell'ensemble, servendo dal 1945 al 1956. I successivi GMD del gruppo hanno incluso Gerhard Pflüger (1957–1973), Lothar Seyfarth (1973–1979), Rolf Reuter (1979–1980), Peter Gülke (1981–1982), Hans-Peter Frank (1988–1996), George Alexander Albrecht (1996–2002), Jac van Steen (2002–2005) e Carl St. Clair (2005–2008). Oleg Caetani è stato direttore ospite principale dell'ensemble dal 1984 al 1987. Il gruppo fu ufficialmente ribattezzato Staatskapelle Weimar nel 1988.
Nel settembre 2009 il direttore svedese Stefan Solyom diventò GMD del gruppo, con un contratto iniziale di cinque anni. Concluse il suo incarico a Weimar a luglio 2016. Nel luglio 2015 l'ensemble annunciò la nomina di Kirill Karabits come suo prossimo GMD e direttore principale, a partire dalla stagione 2016-2017, con un contratto iniziale di tre anni. Nel giugno 2018 la compagnia annunciò che Karabits concluderà il suo mandato come GMD, a seguito dell'incapacità di raggiungere un accordo su una trattativa contrattuale per estendere il suo mandato.

### Direttori musicali
- Hermann Abendroth (1945–1956)
- Gerhard Pflüger (1957–1973)
- Lothar Seyfarth (1973–1979)
- Rolf Reuter (1979–1980)
- Peter Gülke (1981–1982)
- Hans-Peter Frank (1988–1996)
- George Alexander Albrecht (1996–2002)
- Jac van Steen (2002–2005)
- Carl St. Clair (2005–2008)
- Stefan Solyom (2009–2016)
- Kirill Karabits (2016–in carica)